# Bez východiska
Bez východiska (v anglickém originále No Way Out) je americký akční film z roku 1987. Režisérem filmu je Roger Donaldson. Hlavní role ve filmu ztvárnili Kevin Costner, Gene Hackman, Will Patton, Sean Young a George Dzundza.

## Obsazení
| Kevin Costner        | Tom Farrell      |
| Gene Hackman         | David Brice      |
| Will Patton          | Scott Pritchard  |
| Sean Young           | Susan Atwell     |
| George Dzundza       | Sam Hesselman    |
| Howard Duff          | senátor Duvall   |
| Jason Bernard        | starosta Donovan |
| Fred Dalton Thompson | ředitel Marshall |